# Robert Vâlceanu
Robert Alexandru Vâlceanu (n. 29 martie 1997, București, România) este un fotbalist român retras din activitate, care a jucat pe post de mijlocaș la echipe ca FCSB, Voluntari și Dacia U Brăila. Pe plan internațional, are prezențe la națională pentru România Sub-17 și România Sub-19. Vâlceanu a debutat în Liga I pentru FC Steaua București pe 15 martie 2014, în victoria cu 3-0 de pe stadionul Ghencea în fața celor de la Gaz Metan Mediaș, meci în care a marcat în minutul 92 și primul gol din carieră, dintr-o lovitură liberă. Este cel mai tânăr marcator din istoria Stelei, la 16 ani, 11 luni și 17 zile,  și al doilea cel mai tânăr marcator din istoria Ligii 1, după Iosif Varga. A jucat două meciuri și pentru echipa de tineret a Stelei în UEFA Youth League.
Este considerat unul dintre cei mai talentați jucători de vârsta sa din România și este unul dintre jucătorii de bază ai echipei naționale Under 17. A câștigat, până în prezent, mai multe titluri de golgeter și de „Cel mai bun jucător” la diferite competiții zonale și naționale și a fost folosit în două partide din UEFA Youth League, împotriva celor de la FC Basel și Schalke 04.
După sezonul 2014-2015, neintrând în vederile antrenorului Mirel Rădoi, Vâlceanu a fost împrumutat la FC Voluntari, unde a jucat în acel sezon în 12 meciuri de campionat, marcând un gol, în egalul 1-1 obținut în deplasare cu FC Petrolul Ploiești. După finalul sezonului, a fost reținut la Steaua de noul antrenor Laurențiu Reghecampf, care a dorit o întărire a lotului în vederea participării la competiții europene în paralel cu cele naționale. Prima ocazie de a juca a fost în restanța din etapa I, cu CSM Politehnica Iași, când mai mulți dintre titulari erau convocați la loturile naționale, iar Steaua a aliniat o echipă cu multe rezerve, meciul terminându-se la egalitate, 1-1. Vâlceanu a jucat doar prima repriză (fiind înlocuit la pauză cu Rareș Enceanu), a marcat golul Stelei și a primit un cartonaș galben.
În sezonul din primăvara lui 2017, Steaua l-a împrumutat la UTA Arad, unde a jucat 11 meciuri, marcând și un gol, în înfrângerea 1–2 cu Dacia Unirea Brăila, iar în vară a fost cedat definitiv la FC Astra Giurgiu. Acolo a jucat la echipa a doua, în Liga a III-a, iar la cea de seniori doar 15 minute într-un meci, iar în iarna 2018–2019 a fost cedat la FC Metaloglobus București.

## Titluri
Steaua București
- Liga I (2): 2013-2014, 2014-2015
- Cupa României: 2014-2015
- Cupa Ligii: 2014-2015, 2015-2016